# Троїцьке (Вознесенський район)
Тро́їцьке — село в Україні, у Дорошівській сільській громаді Вознесенського району Миколаївської області. Населення становить 415 осіб. Колишній орган місцевого самоврядування — Щербанівська сільська рада.

## Історія
За даними на 1859 рік у південному поселенні Єлизаветградського повіту Херсонської губернії мешкало 1310 осіб (631 чоловік та 679 жінок), налічувалось 181 дворове господарство, існувала православна церква.
Станом на 1886 рік у колишньому державному селі Щербанівської волості мешкало 1546 осіб, налічувалось 353 двори, існували православна церква, школа, земська станція, 3 лавки, 3 вапняні печі.